# Oinatz Bengoetxea
Oinatz Bengoetxea Berasategi, llamado Bengoetxea VI (Leitza, Navarra, 28 de agosto de 1984) es un pelotari español de pelota vasca en la modalidad de mano.
Sobrino de los también manistas Juan Mari, Bengoetxea III y Mikel, Bengoetxea IV, desde pequeño Oinatz se aficionó a jugar en el frontón de su pueblo. Tuvo una destacada carrera como amateur logrando en el año 2002 tanto el campeonato del mundo individual, como el campeonato de España y de Navarra, logrando así su paso al campo profesional con tan solo 18 años.
Durante su andadura profesional sus mayores logros son las txapelas obtenidas en el campeonato manomanista de los año 2008 y 2017, en las finales disputadas contra su paisano Abel Barriola y contra Iker Irribarria. También se ha de destacar el campeonato de parejas en compañía de Álvaro Untoria en el año 2015. Junto a diferentes títulos obtenidos en diversas ferias pelotazales, también destacan el cuatro y medio navarro del 2011 y del 2012.

## Palmarés
- Campeón del Manomanista, 2008 y 2017
- Campeón del Cuatro y Medio, 2016
- Campeón del Campeonato de Parejas, 2015

## Finales del Campeonato Manomanista
| Año  | Campeón       | Subcampeón | Tanteo | Frontón   |
| ---- | ------------- | ---------- | ------ | --------- |
| 2008 | Bengoetxea VI | Barriola   | 22-17  | Atano III |
| 2017 | Bengoetxea VI | Irribarria | 22-18  | Bizkaia   |

## Finales del Campeonato del Cuatro y Medio
| Año  | Campeón       | Subcampeón    | Tanteo | Frontón |
| ---- | ------------- | ------------- | ------ | ------- |
| 2012 | Olaizola II   | Bengoetxea VI | 22-09  | Ogueta  |
| 2016 | Bengoetxea VI | Altuna III    | 22-21  | Ogueta  |

## Finales del Campeonato de Parejas
| Año  | Campeones                    | Subcampeones              | Tanteo | Frontón   |
| ---- | ---------------------------- | ------------------------- | ------ | --------- |
| 2005 | Martínez de Irujo - Goñi III | Bengoetxea VI - Beloki    | 22-12  | Atano III |
| 2015 | Bengoetxea VI - Untoria      | Berasaluze VIII - Zubieta | 22-7   | Bizkaia   |
| 2017 | Irribarria - Rezusta         | Bengoetxea VI - Larunbe   | 22-14  | Bizkaia   |